# Lenna Kuurmaa
Lenna Kuurmaa (Tallinn, 26 de setembro de 1985) é uma cantora,  compositora, modelo e atriz estoniana, e integrante da banda Vanilla Ninja.
Ela fez um papel no filme estoniano Kuhu põgenevad hinged. Ela também faz um papel no seriado estoniano Kodu keset Linna.
Lenna Kuurmaa cantou o hino nacional de seu país, Mu isamaa, mu õnn ja rõõm, na partida amistosa de futebol entre Estônia e Brasil, disputada em 12 de agosto de 2009, na cidade de Tallinn, capital da Estônia, em comemoração aos 100 anos da primeira partida de futebol no país, que terminou com vitória da seleção brasileira por 1x0, gol de Luís Fabiano.
Seu segundo álbum de estúdio, Teine, venceu a categoria Álbum do Ano1 nos Eesti Muusikaauhinnad de 2014.

## Discografia
- 2010 - Lenna
- 2013 - Teine

### Singles
- "Sellel ööl" (Violina com Lenna Kuurmaa)
- "Musta pori näkku" (Lenna Kuurmaa & Mihkel Raud)
- "Mida sa teed"

## Filmografia
- 2007 - Kuhu põgenevad hinged .... Maya